# Karol Gandor
Karol Gandor (ur. 4 listopada 1930 w Dankowicach, zm. 11 listopada 1988 w Katowicach) – polski prawnik, profesor nauk prawnych, specjalista w zakresie prawa cywilnego, profesor zwyczajny na Wydziale Prawa i Administracji Uniwersytetu Śląskiego w Katowicach, w latach 1971–1972 dziekan tego wydziału.

## Życiorys
Był synem Franciszka i Katarzyny. Jego matka zmarła w 1932, on sam przeniósł się z rodziną w tym samym roku do Czechowic, gdzie jego ojciec pracował jako górnik. W 1951 ukończył liceum w Bielsku-Białej i w tym samym roku rozpoczął studia na Wydziale Prawno-Administracyjnym Uniwersytetu Wrocławskiego. Jeszcze w czasie studiów rozpoczął pracę jako zastępca asystenta (1953) i asystent (1954) w Katedrze Ekonomii Politycznej. Po ukończeniu studiów w 1955 kontynuował pracę na macierzystej uczelni, od 1956 w Katedrze Prawa Cywilnego. W 1961 uzyskał stopień naukowy doktora na podstawie rozprawy Konwersja nieważnych czynności prawnych napisanej pod kierunkiem Józefa Fiemy, za którą w 1962 otrzymał I nagrodę w konkursie miesięcznika Państwo i Prawo. Stopień doktora habilitowanego otrzymał w 1965 na podstawie pracy Sprzedaż na raty – problemy organizacyjne i prawne. Od 1966 pracował w Filii Uniwersytetu Jagiellońskiego w Katowicach, gdzie został kierownikiem Katedry Prawa Gospodarczego. Należał do organizatorów powstałego w 1968 Wydziału Prawa i Administracji Uniwersytetu Śląskiego. W 1968 został prorektorem UŚ ds. ogólnych, od listopada 1971 do września 1972 był dziekanem Wydziału Prawa i Administracji UŚ. Kierował także Instytutem Administracji i Zarządzania Gospodarką Narodową, a od 1981 Katedrą Prawa Gospodarczego. W 1973 otrzymał tytuł profesora nadzwyczajnego, w 1988 profesora zwyczajnego.
Był członkiem ZMP, ZMS, od 1954 PZPR. Wchodził w skład komitetów uczelnianych PZPR na Uniwersytecie Wrocławskim i Uniwersytecie Śląskim, był I sekretarzem POP na Wydziale Prawa i Administracji Uniwersytetu Śląskiego.
W 1974 został odznaczony Krzyżem Kawalerskim Orderu Odrodzenia Polski.
Został pochowany na cmentarzu ewangelickim przy ul. Francuskiej w Katowicach (kwatera 7-I-9).

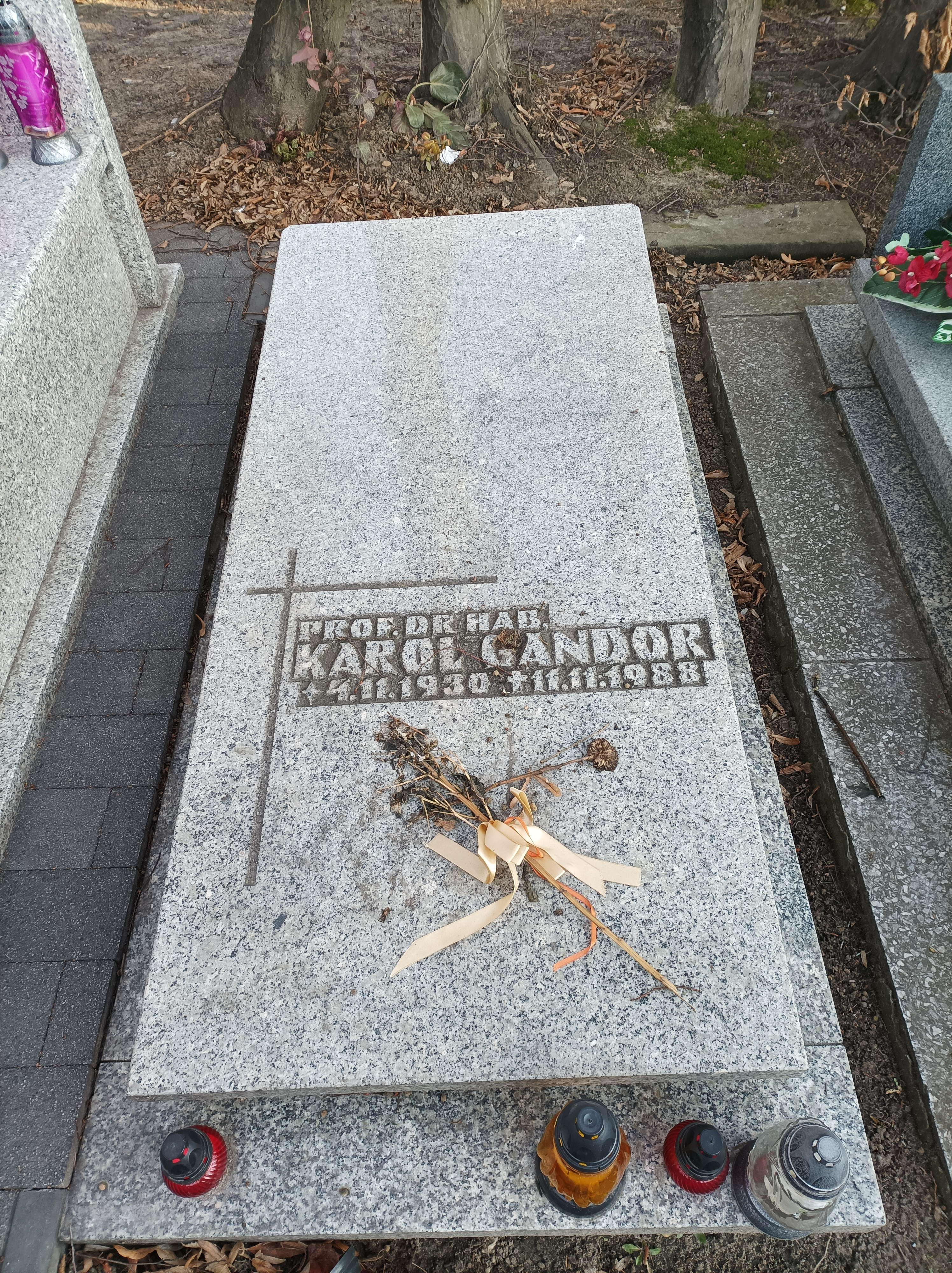
Grób prof. Karola Gandora w Katowicach

## Wybrane publikacje
- Prawa podmiotowe tymczasowe (ekspektatywy), Wrocław: Zakład Narodowy im. Ossolińskich, 1968.
- Prawo patentowe krajów kapitalistycznych, Warszawa: Wyd. Katalogów i Cenników, 1975.
- Skuteczność prawnych środków zabezpieczania kredytu na cele sprzedaży ratalnej, Katowice: UŚ, 1980.
- Sprzedaż na raty. Problemy organizacyjne i prawne, Warszawa: Wydawnictwo Prawnicze, 1966[8].